# Мюленгоф

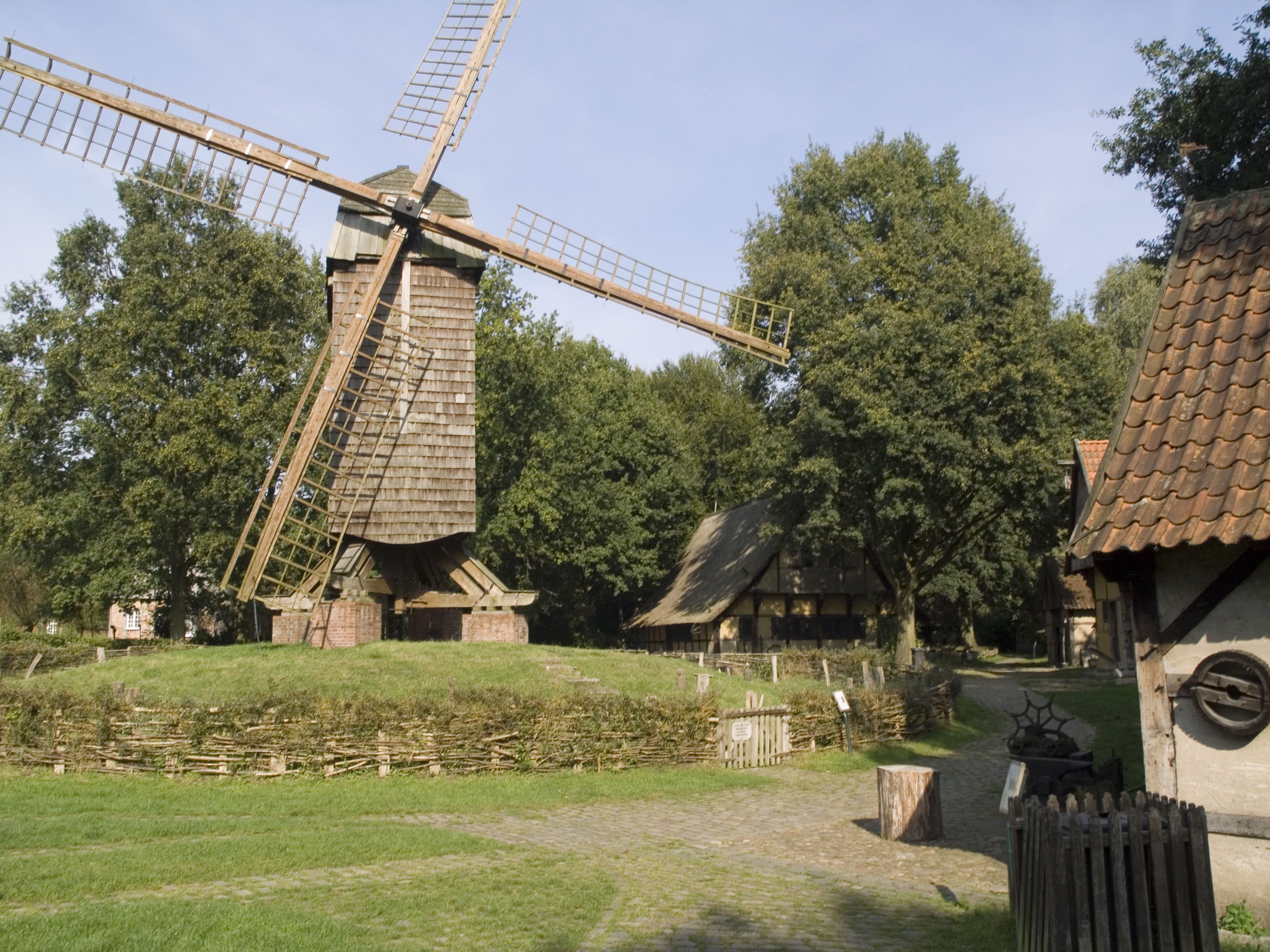
Вітряний млин з Емсланду

Мюленгоф (нім. Mühlenhof — «Млиновий двір») — музей просто неба в місті Мюнстер (федеральна земля Північний Рейн-Вестфалія). Розташований на березі штучного озера Аазе, створеного на річці Мюнстерше-Аа.
На площі в 5 га представлено зразки селянської і ремісничої культури XVII—XX століть. До музею перевезено 30 історичних споруд з різних куточків Вестфалії. Внутрішнє оформлення точно відповідає епосі, яку представляє кожна споруда. Знаряддя праці і зразки майна — справжні.
Відкриття музею відбулося в 1961 р. Першим експонатом став вітряний млин XVIII століття, перевезений з Емсланду. Саме цей млин і дав назву музею. Наступними експонатами музею стали будинки і підсобні будови селянських садиб, сільська школа 1823 року, сільська церква 1840 року, сільський магазин з корчмою, пасіка, сільська кузня і інші об'єкти архітектури і побуту.
У музеї регулярно проводяться різні заходи, що відтворюють картини життя минулої епохи, наприклад, уроки у сільській школі, що проводяться нижньонімецькою і верхньонімецькою мовами.

## Галерея

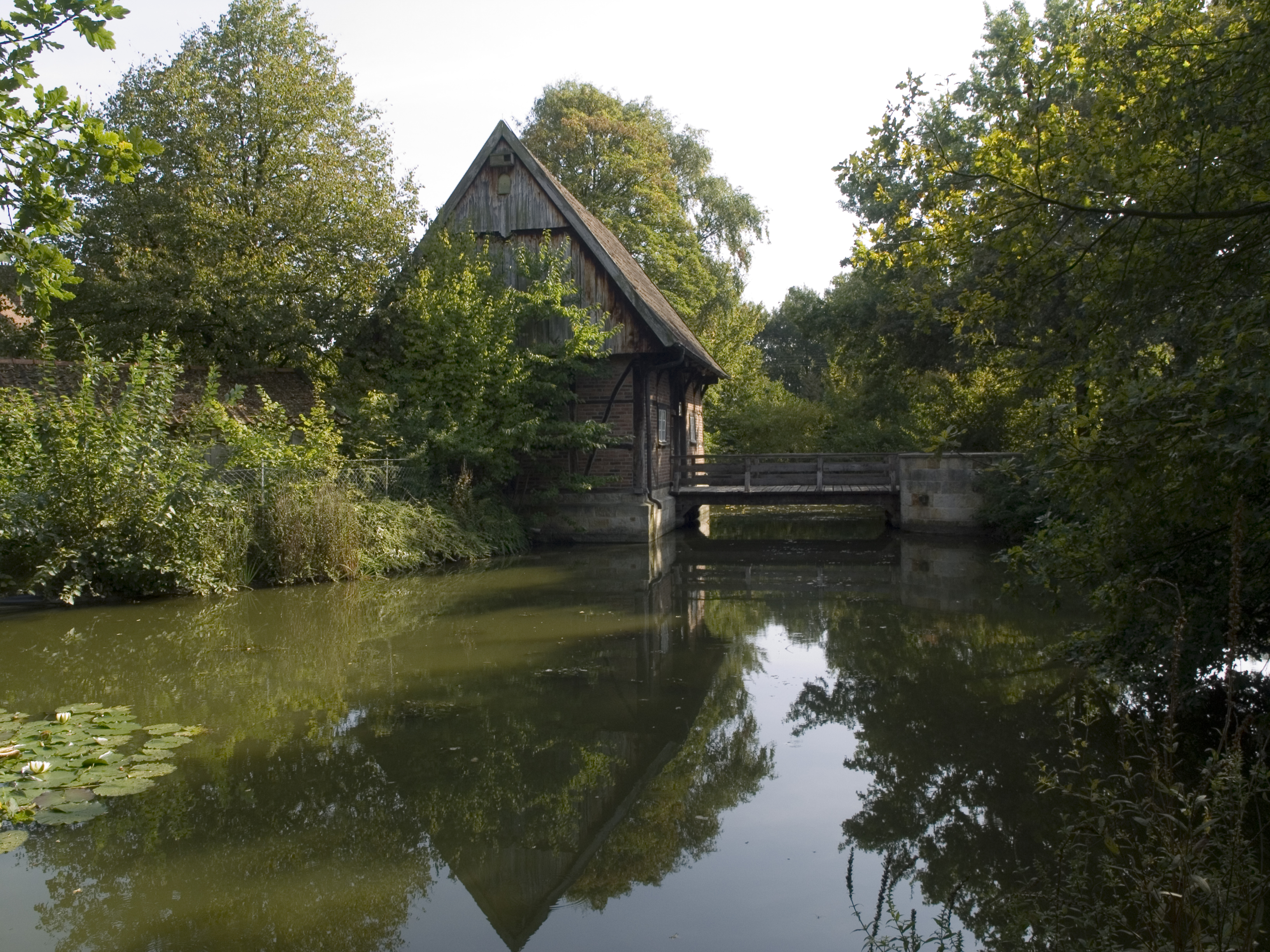
Вхід в музей
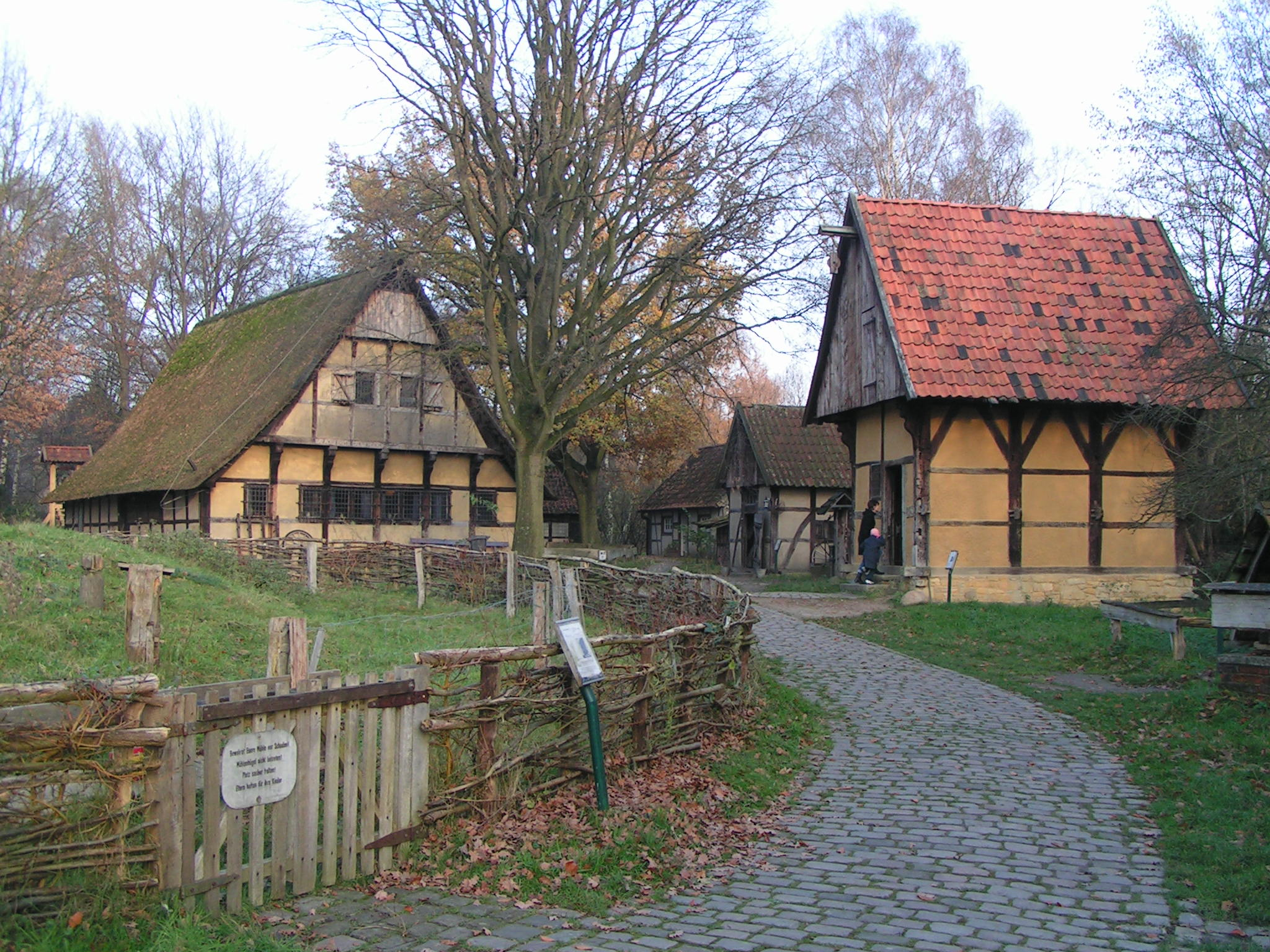
Загальний вигляд
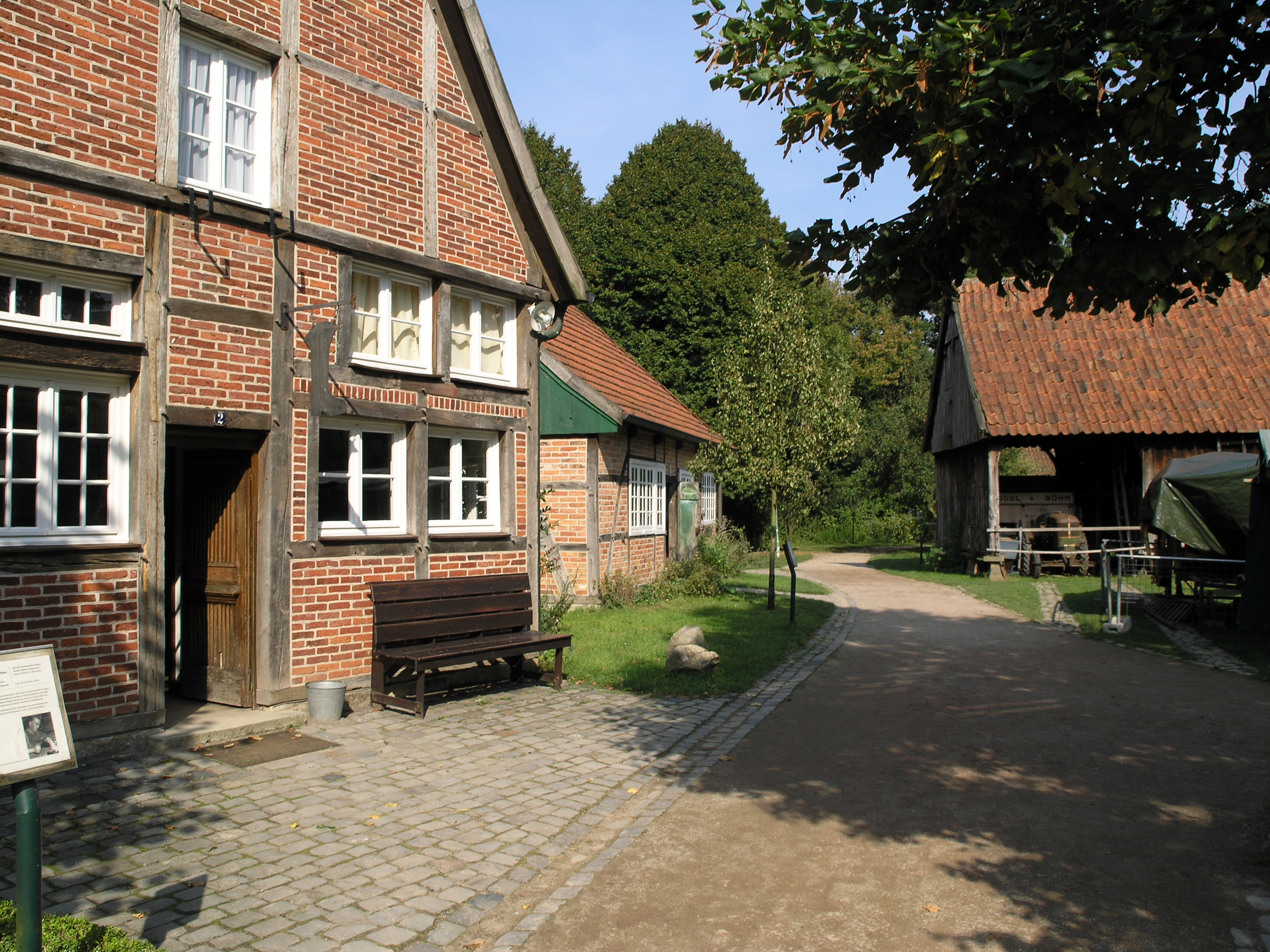
Загальний вигляд
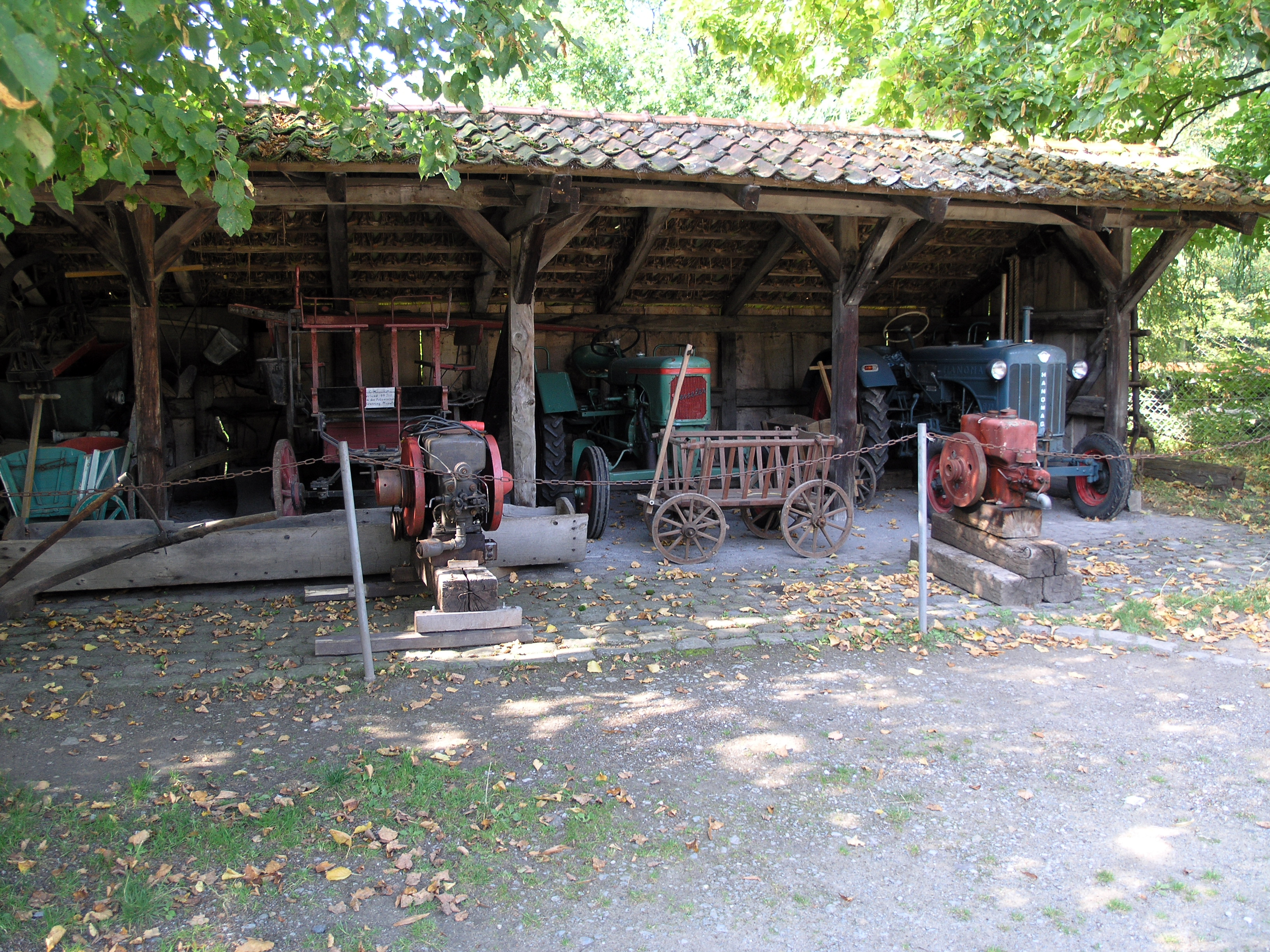
Сільськогосподарська техніка
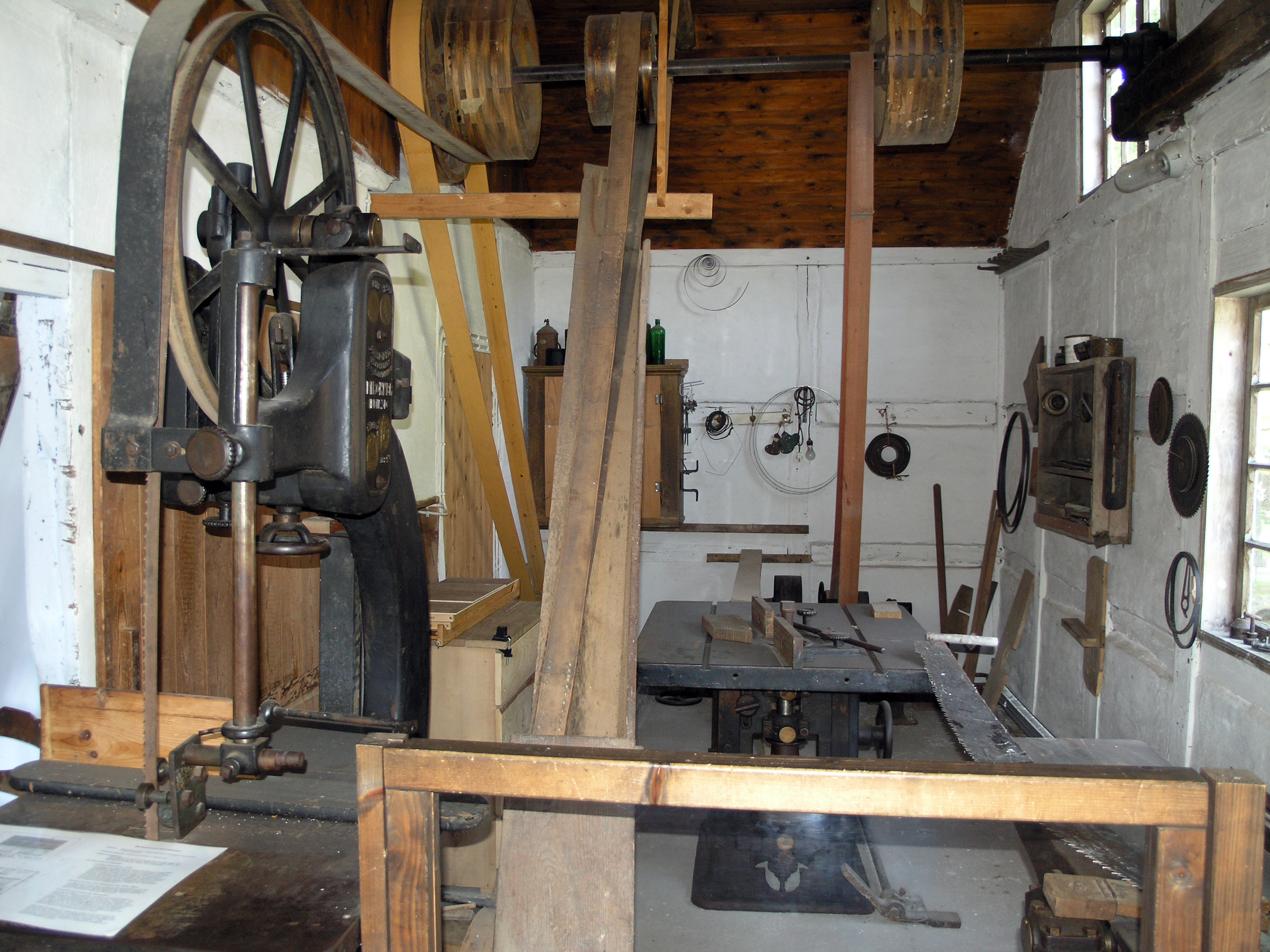
Слюсарна майстерня
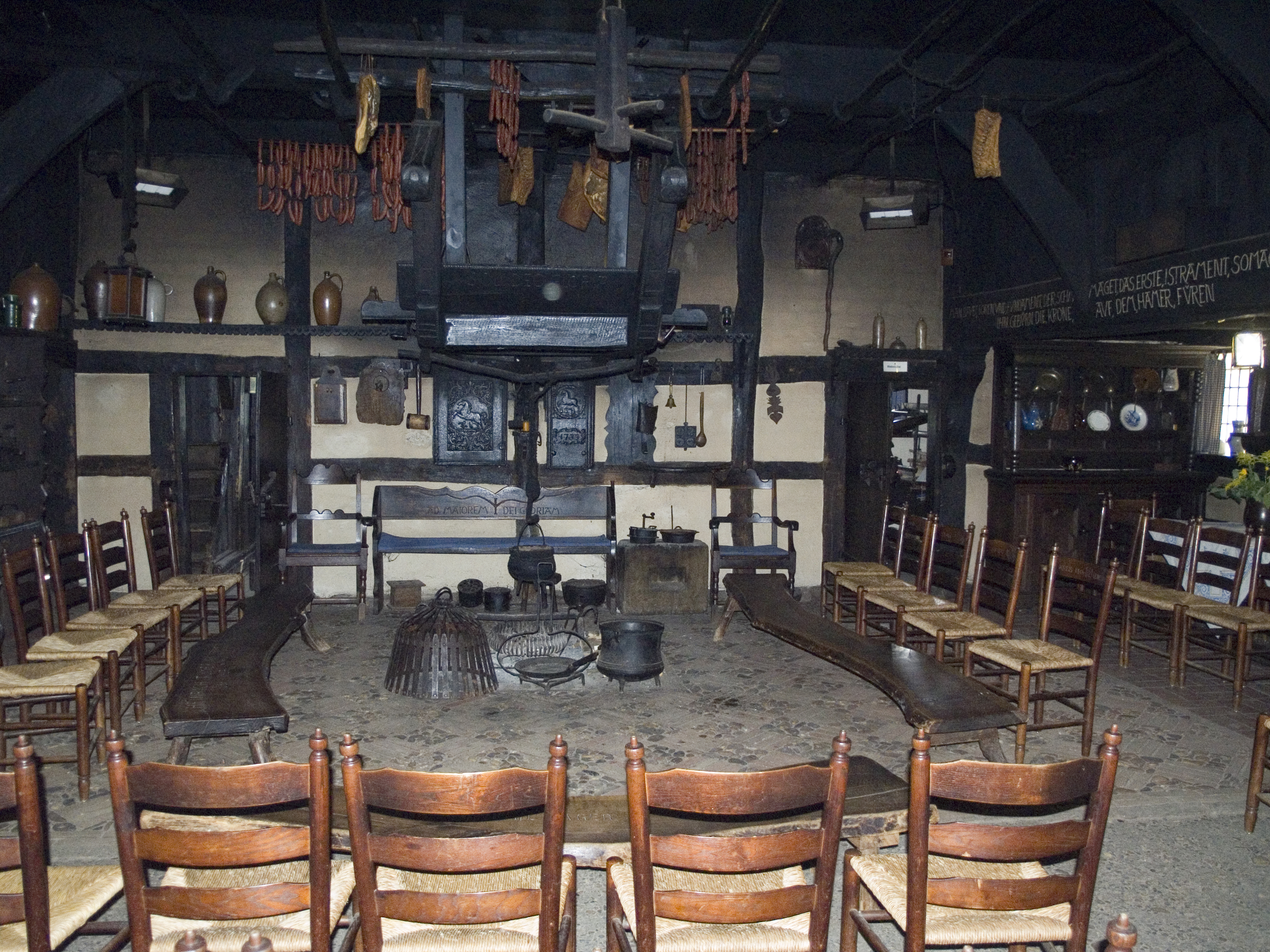
Корчма
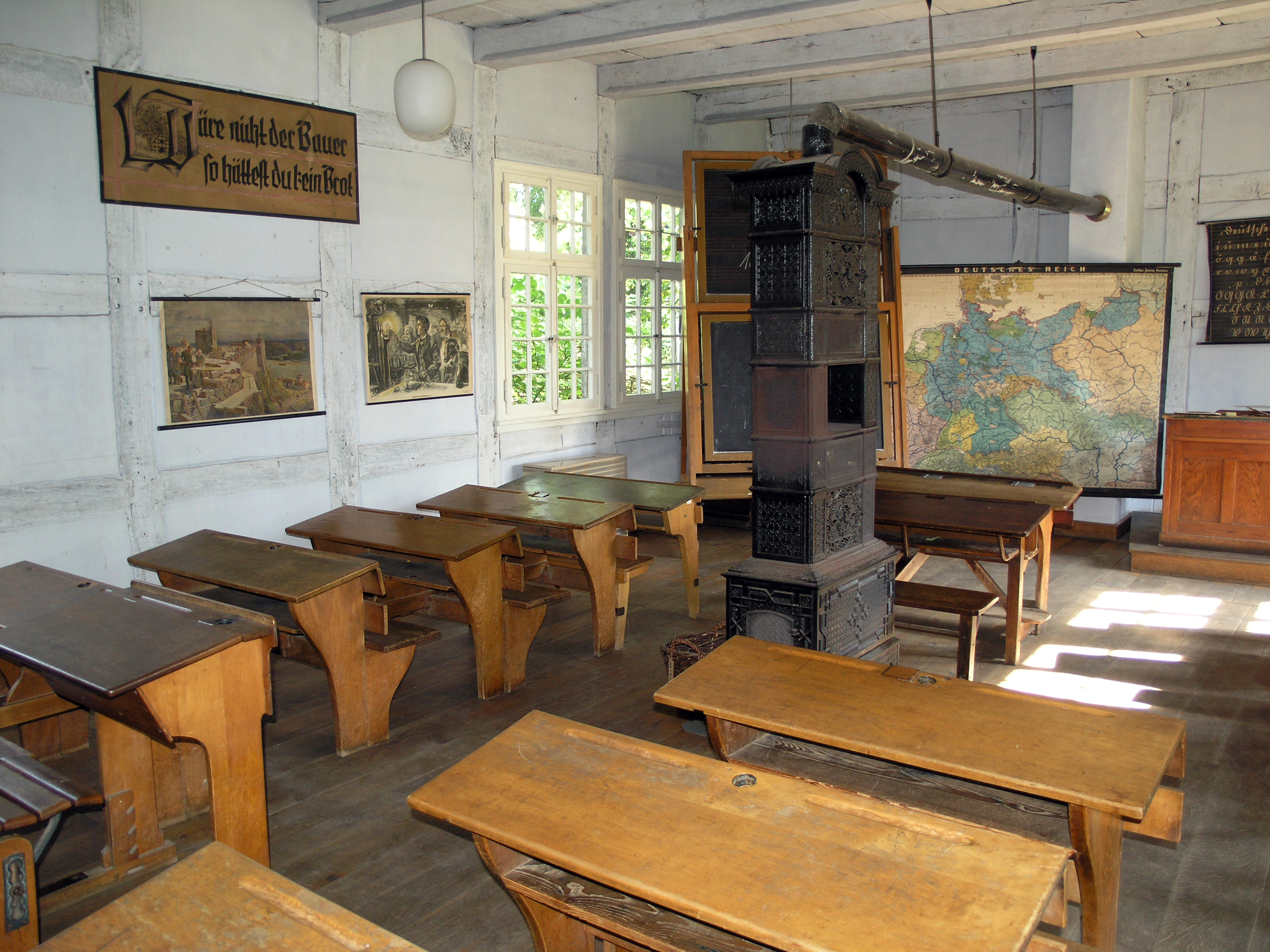
Шкільний клас
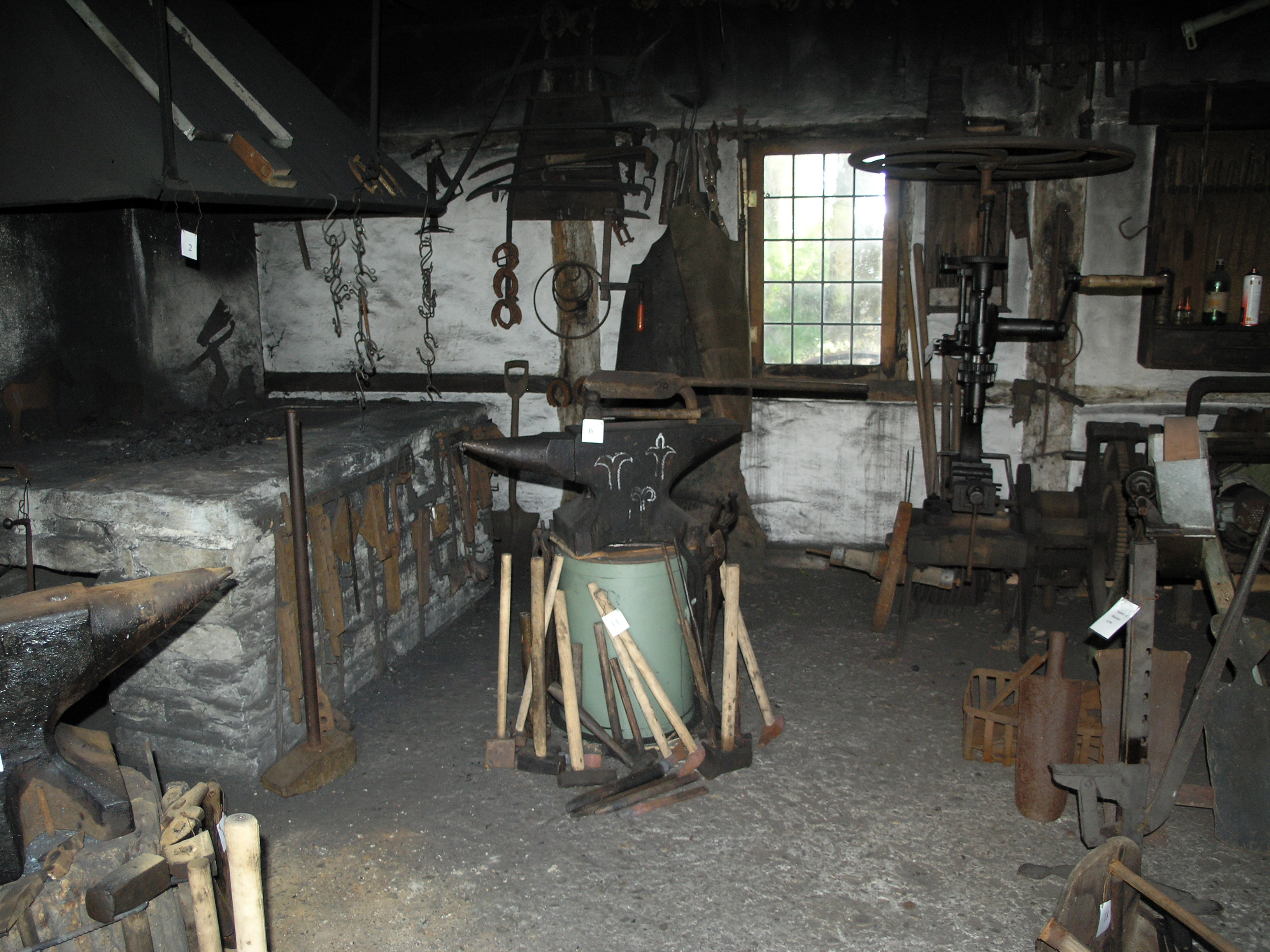
Кузня
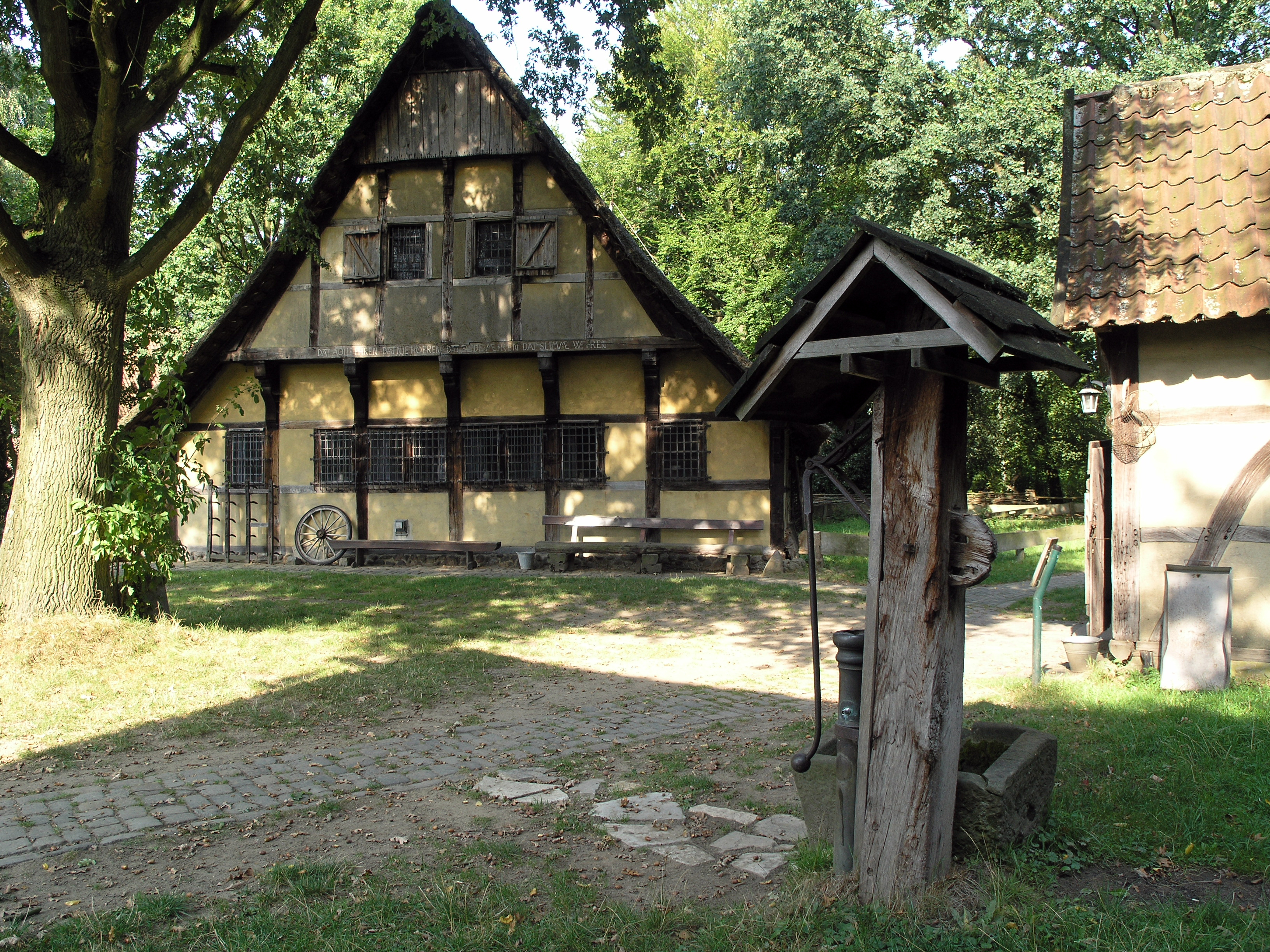
Селянська садиба
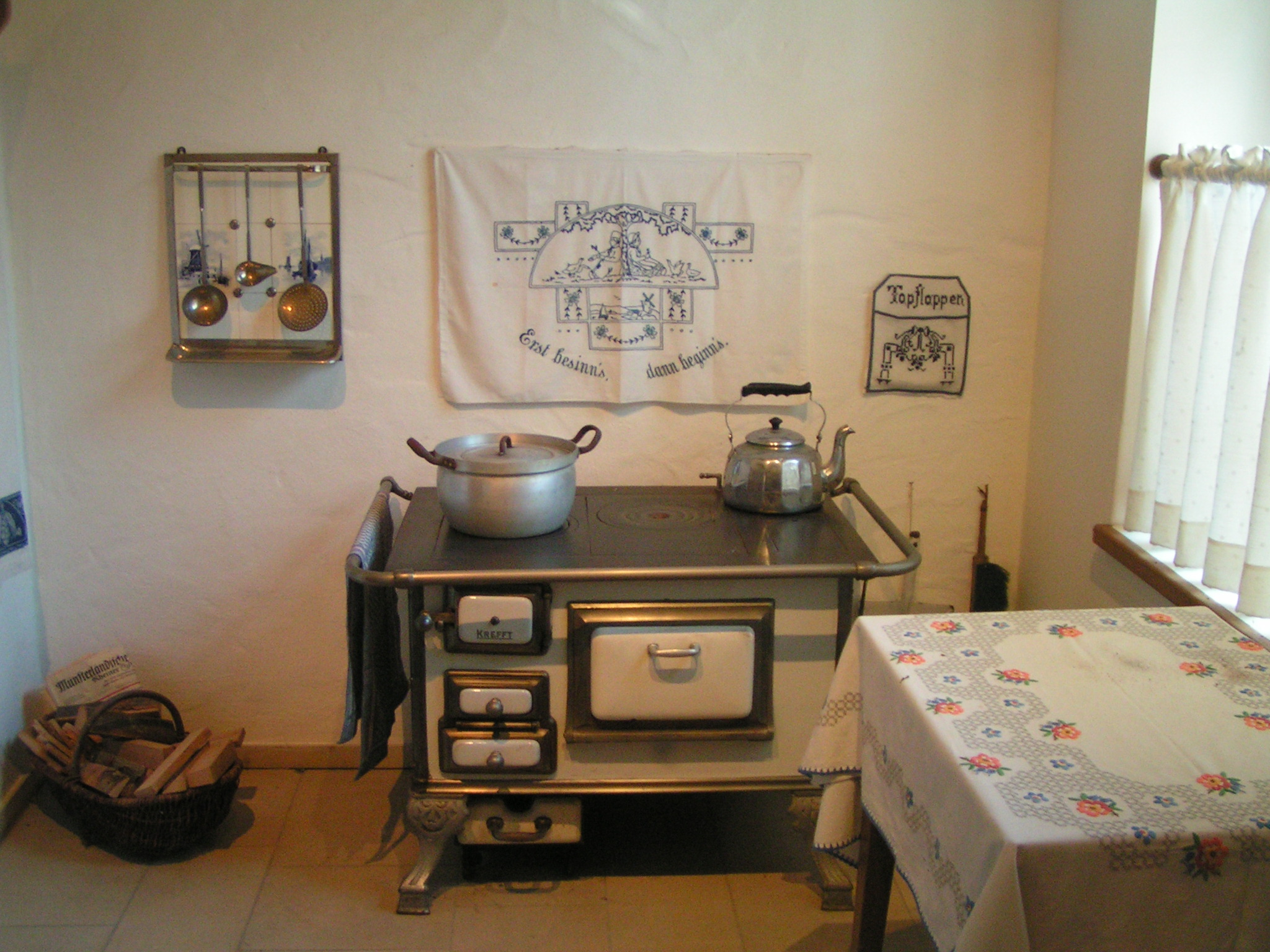
Кухня

## Ресурси Інтернету
- Офіційний сайт музею Mühlenhof(нім.)

isle_region: ID 51°56′59″ пн. ш. 7°35′52″ сх. д. / 51.94972° пн. ш. 7.59778° сх. д.